# Renzo Montagnani
Renzo Montagnani, né le 11 septembre 1930 à Alexandrie (Alessandria), dans le Piémont, et mort le 22 mai 1997 à Rome, est un acteur italien. 

## Biographie
Fils d'un employé des chemins de fer, Renzo Montagnani envisage d'abord une carrière de pharmacien. Mais, pendant ses études, il se découvre une passion pour le théâtre et décide, une fois son diplôme obtenu, de se lancer dans une carrière d'acteur. Il tourne avec diverses compagnies théâtrales avant de débuter au cinéma au début des années 1960. Installé à Rome pour percer au cinéma et à la télévision, il devient vite un visage familier du public italien, et accède aux premiers rôles à la fin de la décennie. Il se spécialise dans les rôles comiques et, dans les années 1970, apparaît fréquemment dans des comédies érotiques, où il interprète des rôles de bouffon affolé par les actrices « sexy » qui l'entourent. Ces films, qui remportent souvent de gros succès commerciaux en Italie malgré le mépris que leur voue la critique, lui permettent de cimenter sa popularité. Mais, trop marqué par le genre, il peine à s'imposer dans des œuvres plus prestigieuses, à quelques exceptions près comme son rôle dans Mes chers amis 2 réalisé par Mario Monicelli. En France, il est principalement connu pour le rôle du colonel Farès dans Les Aventures de Rabbi Jacob. 
Dans les années 1980 en apparaissant à la télévision dans de nombreux sketches comiques. Dans les dix dernières années de sa vie, il travaille à nouveau principalement pour le théâtre. Il meurt d'un cancer du poumon.

## Filmographie
- 1970 : Quand les femmes avaient une queue, de Pasquale Festa Campanile : Maluc
- 1970 : Metello, de Mauro Bolognini : Poldo
- 1972 : La Proie des nonnes (L'arma, l'ora, il movente) de Francesco Mazzei : Franco Boito
- 1972 : Il sindacalista de Luciano Salce : Luigi Tamperletti
- 1973 : SS Représailles (Rappresaglia) de George Pan Cosmatos : Questore Pietro Caruso
- 1973 : Les Aventures de Rabbi Jacob de Gérard Oury : Le colonel Farès
- 1973 : Number one de Gianni Buffardi : Vinci
- 1974 : La Proie (La preda) réalisé par Domenico Paolella
- 1975 : Un vice de famille (Il vizio di famiglia) de Mariano Laurenti
- 1977 : La Toubib aux grandes manœuvres, de Nando Cicero : Colonel Narciso Fiaschetta
- 1978 : La Prof et les Cancres (L'insegnante va in collegio) de Mariano Laurenti
- 1978 : La Championne du collège (L'insegnante balla... con tutta la classe) de Giuliano Carnimeo : Prof. Martorelli
- 1980 : Mon curé va en boîte (Qua la mano) de Pasquale Festa Campanile
- 1981 : Et mon cul c'est du poulet ? (I carabbinieri) de Francesco Massaro
- 1981 : L'assistente sociale tutta pepe e tutta sale de Nando Cicero : M. Grappa
- 1982 : Le Cadeau de Michel Lang : L'émir Fayçal de Krator
- 1982 : Mes chers amis 2 de Mario Monicelli : Necchi
- 1983 : State buoni se potete de Luigi Magni
- 1985 : Enquêtes à l'italienne (série) : Professore Boato
- 1985 : Mes chers amis 3 (Amici miei atto III) de Nanni Loy : Guido Necchi
- 1990 : Embarquement pour l'enfer (Viaggio nel terrore: l'Achille Lauro) d'Alberto Negrin : De Rosa
- 1992 : Soupe de poissons (Zuppa de pesce) de Fiorella Infascelli